# 人民武装力量英雄
人民武装力量英雄（越南语：／）是越南的最高军事荣誉。

## 历史
前身为南方的解放军英雄与北越的军队英雄。
1951年，越党中央与越盟决定组织召开了战斗英雄与劳动英雄代表大会。1952年5月19日在越北抗法根据地第一届大会召开，党中央总书记长征、政府总理范文同讲话。1952年8月10日，胡志明主席签署 107/SL主席令，授予4名军队英雄：阮国治(308师)、阮氏檀、罗文求、瞿正兰，3名劳动英雄：吴嘉坎、陈大义（大科学家，苏联科学院院士）、黄亨。
奠边府战役后，1955年8月31日、1956年5月7日，又授予了两批军队英雄。至1970年，越南民主共和国的三届国会，总共授予了289名个人、85个集体为军队英雄或劳动英雄。 
1965年5月2日-6日，南方人民解放武装力量召开了首届英雄模范大会，150人出席。南方民族解放阵线中央委员会与南方人民解放武装力量总部决定授予23名解放军英雄，包括2名女性谢氏娇与阮氏坞，4名少数民族Hồ Vai、Pi Năng Tăk、Puih Thu、?。两年后，1967年9月召开第二届战斗英雄模范大会，授予47名解放军英雄。 
1970年1月15日，越南民主共和国国会常任委员会颁布了国家荣誉称号法案，军队英雄从此改称人民武装力量英雄，与劳动英雄一起由政府总理提名，国会常任委员会决定，国家主席签署主席令颁布。越南南方共和临时革命政府也把解放军英雄改称南方人民武装力量英雄。1973年召开了第三届战斗英雄模范大会，授予了一批南方人民武装力量英雄。 